# Mpanjaka albovirida
Mpanjaka albovirida is een vlinder uit de familie spinneruilen (Erebidae), onderfamilie donsvlinders (Lymantriinae). De wetenschappelijke naam van deze soort is voor het eerst geldig gepubliceerd in 1970 door Griveaud.
De soort komt voor in tropisch Afrika.